# سونگ جی وو
سونگ جی وو (کره‌ای: 송지우؛ زادهٔ ۱۵ دسامبر ۱۹۹۷) بازیگر اهل کره جنوبی است.

## فیلم‌شناسی

### مجموعه تلویزیونی
| سال       | عنوان                       | نقش                     | توضیحات      | منابع  |
| --------- | --------------------------- | ----------------------- | ------------ | ------ |
| ۲۰۱۹      | موهبت دریا                  |                         |              | [ ۳ ]  |
| ۲۰۱۹      | تو فوق‌العاده‌ای              | ئه ری                   |              | [ ۴ ]  |
| ۲۰۱۹      | خوش آمدی به زندگی           | دا سوم                  |              | [ ۵ ]  |
| ۲۰۱۹      | ملکه: عشق و جنگ             | جونگ هی                 |              | [ ۶ ]  |
| ۲۰۲۰      | بی‌نظیر! سرآشپز مون          | کونگ هیو سوک            |              | [ ۷ ]  |
| ۲۰۲۱      | شماره صحنه عاشقانه          | اوه هان نا              |              | [ ۸ ]  |
| ۲۰۲۱      | هیس! لطفاً مراقبش باش        | سو جین                  |              | [ ۹ ]  |
| ۲۰۲۲–۲۰۲۳ | ازدواج ممنوع                | یه هیون هی              |              | [ ۱۰ ] |
| ۲۰۲۲–۲۰۲۳ | افتخار                      | چوی هه جونگ (جوانی)     |              | [ ۱۱ ] |
| ۲۰۲۳      | عاشق اینم که ازت متنفر باشم | هوانگ جی هه             |              | [ ۱۲ ] |
| ۲۰۲۳      | به سوی زمان تو              | بیون دا هیون            |              | [ ۱۳ ] |
| ۲۰۲۴      | پادشاه مسحور                |                         | حضور افتخاری | [ ۳ ]  |
| ۲۰۲۴      | دکتر اسلامپ                 | دو هه جی                |              | [ ۱۴ ] |
| ۲۰۲۴      | رؤیای یک افسانه عجیب        | بان دا آه               |              | [ ۱۵ ] |
| ۲۰۲۴      | ریتم آرام عشق               | ها نا کیونگ             |              | [ ۱۶ ] |
| ۲۰۲۴      | روی پنهان گانگنام           | اوه جین یونگ            |              | [ ۱۷ ] |
| ۲۰۲۴      | بازی مرکب ۲                 | کانگ می نا (بازیکن ۱۹۶) |              | [ ۱۸ ] |